# 鼠璞十種
『鼠璞十種』（そはくじっしゅ）は江戸学者三田村鳶魚が江戸についての未刊随筆を集めた叢書。幕末成立の『燕石十種』の影響を受ける。

## 題名
価値の低いものを高いものとみなすことを意味する成語「鼠を以って璞と為す」に由来する。『燕石十種』の「燕石」にもそのような意味がある。
故事の出典は『戦国策』秦策三・八十である。

## 経緯
三田村鳶魚は1916年（大正5年）1月7日、国書刊行会代表者早川純三郎に随筆4冊を依頼された。国書刊行会は先に幕末成立の『燕石十種』を翻刻、『続燕石十種』『新燕石十種』を手がけている。三田村の初期の構想は大正5年の当用日記始末に書き残されており、実際の刊行では「雪の降道」が除かれ、「色里新かれうびん」が入った。
後年に三田村は、規模を拡大した『未刊随筆百種』（米山堂、1927年）を刊行した。昭和45年（1970年）に「鼠璞十種」は名著刊行会で復刊された。同じ時期に「未刊随筆百種」は臨川書店で復刊された
昭和53年（1978年）に、森銑三、野間光辰、朝倉治彦監修により、中央公論社で校訂本（上中下巻）が刊行。宇田敏彦、安藤菊二が分担して諸書の現存文に杉本苑子の推薦文が付す。
編集者は、先に『三田村鳶魚全集』『未刊随筆百首』を校訂刊行しており、翌年より、新たに随筆を集めた『随筆百花苑』を編集刊行した。

## 収録作品

### 第一冊
- 加藤雀庵「高尾追々考」堀江東花蔵本
- 加藤雀庵「新吉原細見記考」堀江東花蔵本
- 高力種信「諸家随筆集」島田筑波蔵本
- 木室卯雲「奇異珍事録」山中共古蔵本
- 小梅散人五息斎「浮世草」
- 橋本経亮「橘窓自語」三村竹清蔵谷文晁写本
- 竹尾善筑「即事考」林若樹蔵本
- 鈴木桃野「反古のうらがき」、三村竹清蔵浅野梅堂書入本
- 岡田老樗軒「読老庵日札」三村竹清蔵本
- 「色里新かれうびん」

### 第二冊
- 白峯院「明和誌」山中共古蔵本
- 大郷良則「道聴塗説」「続道聴塗説」上巻島田筑波蔵本、下巻・続編林若樹蔵本
- 「昔ばなし」
- 大谷木忠醇「燈前一睡夢」南葵文庫蔵本
- 小寺玉晁「江戸見草」国立国会図書館蔵小寺自筆本
- 瀬尾柳斎「板児録抜粋」山中共古蔵本
- 森立之「遊相医話」林若樹蔵本
- 大村成富「宝貨漫文抄」三村竹清蔵大村自筆本
- 「宝永年間諸覚」南葵文庫蔵本
- 「伊勢町元享間記」南葵文庫蔵本
- 河内全節「麹街略誌稿」島田筑波蔵本